# 스포캔 국제공항

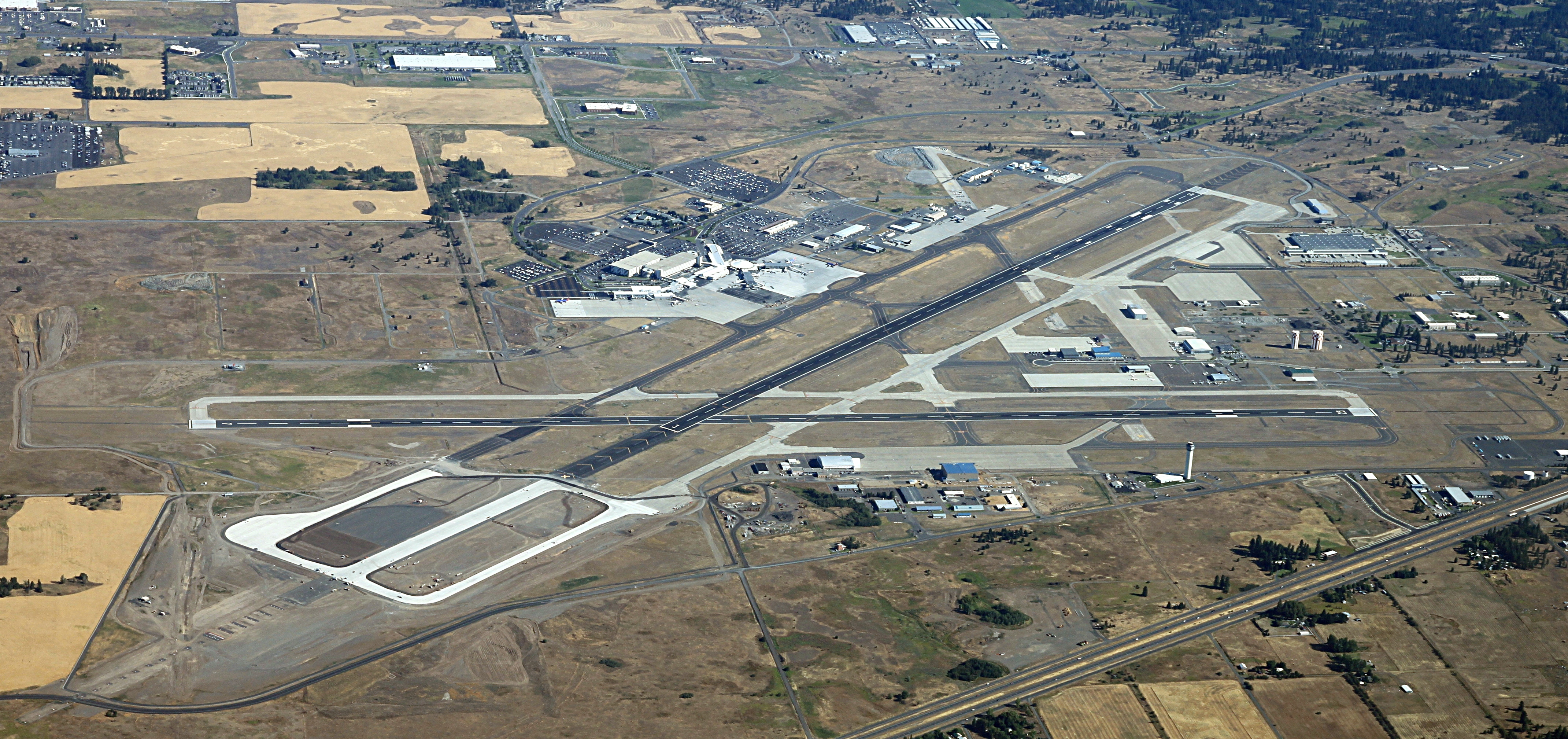

스포캔 국제공항(Spokane International Airport, IATA: GEG, ICAO: KGEG, FAA LID: GEG)은 미국 워싱턴주 다운타운 스포캔에서 남서쪽으로 약 11킬로미터 떨어진 지점에 위치한 상업용 공항이다. 아일랜드 노스웨스트를 관할하는 주요 공항이다.
승객 이용 수 면에서 2015년 기준, 미국에서 70번째로 분주한 공항으로 간주된다. 2019년 이 공항을 이용한 승객 수는 4,112,784명이며 워싱턴주에서 두 번째로 분주한 공항이다.